# 4-dimetilamminobenzaldeide
La 4-dimetilamminobenzaldeide è un'ammina e aldeide aromatica. Il gruppo aldeidico è in posizione para rispetto al gruppo dimetilamminico.

## Sintesi
Un metodo di laboratorio prevede l'ossidazione del 4-nitrotoluene a 4-nitrobenzaldeide, la riduzione del gruppo nitro a gruppo amminico, quindi la metilazione. La produzione non è su larga scala industriale quindi la sintesi adottata varia a seconda della materia prima di partenza.

## Usi
La 4-Dimetilamminobenzaldeide trova impiego in analisi chimiche e biologiche per la spiccata proprietà di reagire con determinati gruppi chimici formando di conseguenza composti colorati e facilmente identificabili. Il meccanismo di reazione e gli stessi composti che si formano non sono sempre stati studiati e spesso non si conoscono nel dettaglio; lo scarso interesse nel loro sviluppo come sostanze coloranti permanenti è principalmente dovuto alla blanda stabilità, che ne consente appunto un uso limitato all'analisi colorimetrica. Dalla normativa europea è indicato come metodo per l'identificazione colorimetrica in cromatografia su strato sottile di composti quali:
- 1,3-diamminobenzene, con il quale dà colorazione gialla
- 1,4-diamminobenzene, con il quale dà una intensa colorazione rossa
- 3,4-diamminotoluene, colorazione arancio-pallido
- 2,4-diamminotoluene, colorazione gialla
- 2,5-diamminotoluene, colorazione arancio
- 2,4-diamminofenolo, colorazione arancio
- 1,4-diidrossibenzene, colorazione arancio
- 1,2,3-triidrossibenzene, colorazione viola chiaro
- 1,3-diidrossibenzene, colorazione viola pallido.

Preparazione: Disciogliere 2 g di p-dimetilamminobenzaldeide in 100 ml di acido cloridrico al 10% (m/v).
Usato nell'analisi colorimetrica dell'idrazine contenuta in matrici acquose (acque reflue, fiumi, mare), normalmente nell'intervallo ottimale di 4-600 µg/l.
Larga diffusione sempre nella cromatografia su strato sottile per la rilevazione e il riconoscimento di ammine primarie, derivati indolici, amminozuccheri. Generalmente la preparazione è di una soluzione idroalcolica e/o acida per acido cloridrico/acido solforico.

### Reattivo di Ehrilch
È un reattivo che usa una soluzione acquosa acida della p-dimetilamminobenzaldeide. Reagisce con gruppi amminici in generale, anche non primari. È usato come secondo step nel test o metodo di Elson Morgan per l'analisi delle esosammine.

### Reattivo di Kovacs
La p-dimetilamminobenzaldeide reagisce con gruppi indolici e consente l'identificazione dei microrganismi capaci di degradare il triptofano. L'indolo, prodotto di degradazione del triptofano, reagisce col reattivo di Kovacs dando luogo ad un composto colorato di rosso.
Preparazione: p-dimetilamminobenzaldeide 5 g, alcol amilico 75 ml, HCl conc. 25 ml.
Solubilizzare l'aldeide nell'alcol e agitando aggiungere l'HCl. Il reattivo dura circa 3-4 mesi conservato al buio in luogo fresco.